# Combat School
Combat School es un videojuego desarrollado por Konami para arcades y máquinas 8 bits. También se le conoce con el nombre de "Boot Camp".

## Objetivo
El objetivo del juego es formarse como militar para después salvar al presidente de los Estados Unidos